# Bouchamps-lès-Craon
Bouchamps-lès-Craon è un comune francese di 573 abitanti situato nel dipartimento della Mayenne nella regione dei Paesi della Loira.

## Società

### Evoluzione demografica
Abitanti censiti